# Polgárháború

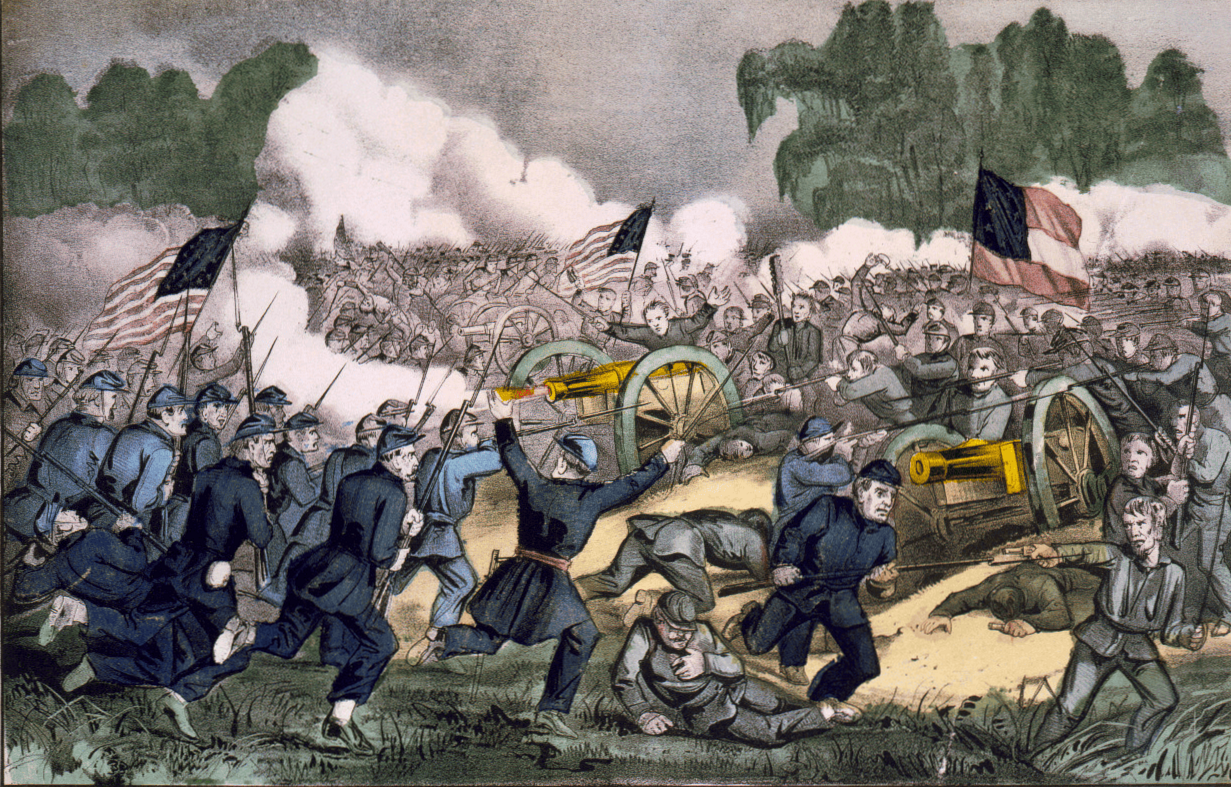
A gettysburgi csata az amerikai polgárháborúban

A polgárháború háború egyazon kultúrához, társadalomhoz vagy nemzethez tartozó csoportok, pártok között.
A polgárháború célja lehet a politikai hatalom megszerzése, a társadalmi berendezkedés radikális megváltoztatása. A szemben álló feleknek kulturális, szociális, vallási, politikai vagy gazdasági téren ellentétes általában eltérő nézeteik vannak a polgárháború által érintett ország, terület vagy népcsoport vezetéséről, közigazgatásáról és értékeiről.
Egyes polgárháborúk forradalomként kezdődnek vagy akként kategorizálnak, amikor a konfliktus célja és egyik lehetséges kimenetele a társadalmi rendszer és ezzel a politikai vezetés jelentős átrendezése. Felkelés a politikai rendszer és az uralkodó réteg ellen viselt, általában lassabb fegyveres küzdelem, amely céljait csak a forradalomhoz képest hosszabb idő alatt tudja elérni. Egy felkelést, akár sikeres, akár nem, egyes történészek csak akkor sorolnak be polgárháborúként, ha annak során szervezett hadseregek szabályszerű csatákat vívnak. Más történészek a szervezett frakciók vagy országrészek közötti, elhúzódó erőszakos összetűzéseket tekintik a polgárháború ismérvének.

## Történelmi példák
A polgárháború vagy a forradalom szóhasználata önkényes is lehet. Az 1640-es évek sikeres angliai polgárháborúja I. Károly és így a monarchia (időleges) megdöntéséhez vezetett – az angol nyelvben angol polgárháborúként ismert, a magyar nyelvben viszont angol polgári forradalomként, ahogy egyes (például marxista) történészek is meghatározzák.
Az Amerikai Egyesült Államokban a brit gyarmatok 1770-es évekbeli sikeres felkelése a brit uralom ellen pedig, melyben szervezett seregek harcoltak amerikai forradalom és amerikai függetlenségi háborúként ismert. A déli USA államok 1860-as sikertelen felkelése a szövetségi kormányzat és az északi államok ellen, szintén szervezett seregek csatáival pedig amerikai polgárháborúként ismert, bár a konfliktus során a déli államok a "Második Amerikai Forradalom" meghatározást részesítették előnyben.

### A fogalom meghatározása

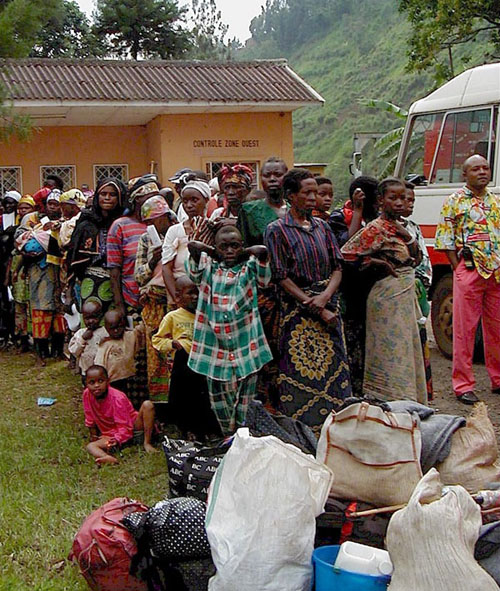
Nemi erőszak áldozatai Zaire-ben, a második kongói háború idején, 2001-ben.

A polgárháború egyik legpontosabb meghatározása: "egy országon belül, szervezett csoportok által vívott fegyveres konfliktus, melynek célja a központi vagy regionális politikai hatalom megszerzése vagy a kormányzati politikai megváltoztatásának kikényszerítése".
A polgárháború meghatározása és mindennapi használata során nem veszik figyelembe, hogy az erőszaknak milyen szintje szükséges ahhoz, hogy a konfliktust polgárháborúnak sorolják be, elválasztva például a terrorizmustól vagy az utcai harcokba torkolló politikai küzdelmektől. A "polgárháború" mint fogalom helyes használatához általában két szempontot vesznek figyelembe:
1. A szemben álló felek ugyanabból az országból származnak és a központi vagy regionális politikai hatalom megszerzéséért vagy a kormányzati politikák erőszakos megváltoztatásáért küzdenek.
2. A másik, önkényes meghatározás szerint a konfliktusnak legalább 1000 áldozata kell, hogy legyen, legalább 100 áldozattal mindkét fél részéről.[2]

A világ fegyveres konfliktusait számon tartó adatbázisok polgárháborúként sorolják be az országon belül vívott fegyveres harcot, ha a konfliktus minden évében legalább 1000 áldozata van a harcoknak. Ez csak töredéke a ruandai, kongói vagy a kambodzsai polgárháborúk áldozatainak (mindhárom konfliktusban milliós nagyságrendű az áldozatok száma), viszont nem sorol a polgárháborúk közé számos, nagy nyilvánosságot kapott és általában polgárháborúként nyilvántartott konfliktust, mint például az észak-írországi IRA küzdelmét az angol kormány, vagy a dél-afrikai ANC küzdelmét az apartheid rendszer ellen.
Mindenesetre a fenti kritériumot használva a történészek összesen 213 polgárháborút tartanak nyilván 1816 és 1997 között, ezek közül 104 esetben 1944 és 1997 között történt.

### A polgárháború mint nemzetközi jogi kategória
Az 1949-es genfi egyezmények (Volume II-B, p. 121) nem határozzák meg egyértelműen a polgárháború fogalmát, de megadják azokat a kritériumokat, amelyekkel az erőszak bármilyen célú felhasználása (mint például terrorizmus, anarchia, vagy akár fegyveres rablás) elválasztható a „nem országok között vívott fegyveres konfliktusok”-tól, amely utóbbi kategória a polgárháborút is magában foglalja. Összesen négy ilyen kritérium ismert:
1. A felkelést kirobbantó félnek ki kell terjeszteni fennhatóságát az ország területének valamely részére.
2. A felkelők tényleges közigazgatási felügyeletet gyakorolnak az általuk elfoglalt területen élő polgári lakosság felett.
3. A felkelőket a központi hatalom vagy esetleg egy harmadik fél elismeri, mint hadviselő felet.
4. A törvényes kormányzatnak a reguláris fegyveres erőket kell bevetni a felkelők elleni harcban.

A Nemzetközi Vöröskereszt (ICRC) tovább finomította a genfi egyezmény 9. pontjának meghatározását. Ebben leszögezték, hogy a polgárháborús konfliktus a szemben álló felek fegyveres erői által vívott küzdelem során sok tekintetben hasonlít a hagyományos, országok közötti háborúhoz, de teljes mértékben egy ország határain belül vívják.

### Az USA hadseregének meghatározása

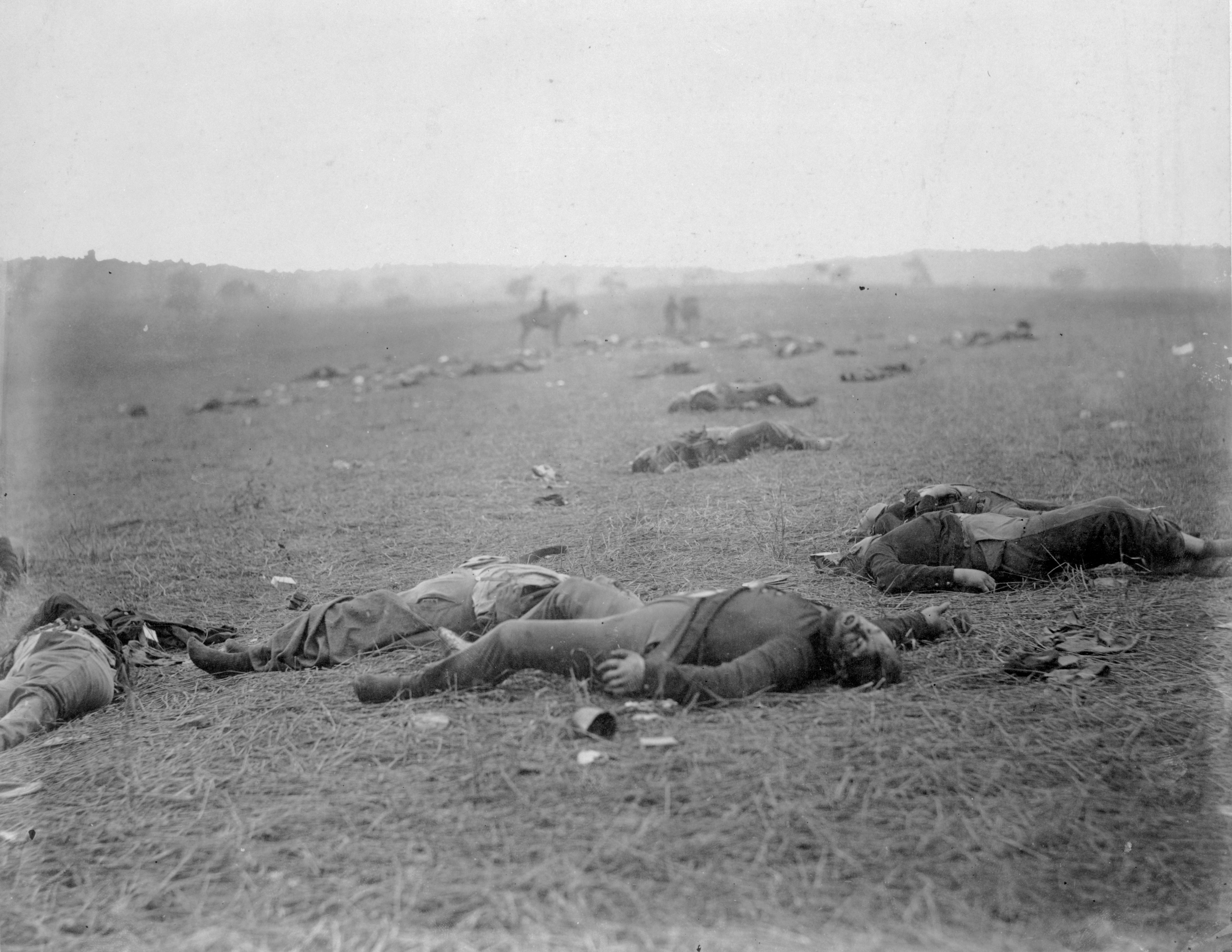
A gettysburgi csata, az amerikai polgárháború egyik legvéresebb összecsapása után, 1863-ban

Az amerikai haderő meghatározása a polgárháborúra átvette a genfi egyezményekben lefektetett alapelveket, de kiegészítette még eggyel: a konfliktusban részt vevő mindkét félnek azonosítania kell fegyveres erőit, ennek hiányában csak felkelésről, terrorizmusról vagy gerillaháborúról beszélnek. Az Amerikai Egyesült Államok hadereje által használt harcszabályzat az alábbi meghatározást tartalmazza a polgárháborúra:
"Fegyveres küzdelem egy országon belül két vagy több frakció között, amelynek nemzetközi elismeréséhez öt kritérium teljesülése szükséges: a szemben álló felek elfoglalták az ország területének egy részét, ahol működő kormányzati struktúrákat építettek ki, nemzetközileg hadviselő félként ismerték el, szervezett és jól azonosítható fegyveres erőkkel rendelkeznek és hagyományos hadműveletekben vesznek részt."

## A polgárháború fajtái

### Vallásos konfliktusok
A vallásos okokból vagy vallási különbségek miatt vívott polgárháborúk a történelem során elsősorban a monoteisztikus társadalmakban fordultak elő, ennek egyik lehetséges magyarázata, hogy a többistenhit bizonyos engedményeket tesz a vallási dogma terén: bár az egyes istenek között fennállhat bizonyos rangsor, de egyik sem képviselheti a végső igazságot. A középkori Európában a keresztény lakosság mindennapjait áthatották a pogány tradíciók. A lakosság nagy része írástudatlan volt és egyre kevesebbet értett a latin nyelvű vallási szövegekből, elsősorban a Bibliából (amely a könyvnyomtatás elterjedése előtt elérhetetlen volt a közemberek számára). A pogány és keresztény vallási elemek keveredése ezért teljesen megszokott volt, a különféle "eretnekek" üldözése inkább irányult a fennálló társadalmi rend ellen lázadók, mint az eltérő dogmát képviselők ellen.
A fentiek ellenére Franciaországban polgárháborús konfliktus zajlott a katolikus többség és a protestáns hugenotta kisebbség (ld. például Szent Bertalan-éj, La Rochelle 1573-as ostroma). Ugyanez a küzdelem Németalföldön több mint 80 évig tartott, ahol a katolikus spanyol király, a hozzá hű déli tartományok és a protestáns, északi tartományok csaptak össze. Németországban ugyanez a konfliktus harminc évig tartott, az európai nagyhatalmak részvételével.
A protestáns valláson belüli ellentétek is hozzájárultak az angol polgárháború kirobbanásához, míg az 1789-es francia forradalom után kitört Vendée-i felkelésnek is volt vallási jellege, hiszen jórészt a katolikus egyház felbujtására és vezetésével zajlott.
A vallásos dogmák meghatározása és rögzítése általában jelentősen hozzájárul a vallások közötti feszültségek növekedéséhez, ennek egy jó példája a római és a görögkatolikus egyház közötti vita, a Nagy Egyházszakadás. Az iszlám megjelenése és elterjedése a Közel-Keleten együtt járt a nem-iszlám vallású uralkodók elleni felkelésekkel, illetve a vallás erőszakos terjesztésével. Az iszlám világ későbbi történetét is a valláson belüli, elsősorban a szunnita és a síita teológia követői közötti összecsapások jellemzik.
Kína történetének legvéresebb polgárháborúját, a Tajping-felkelést is a vallási reformokra irányuló próbálkozások előzték meg.
Napjaink egyik legjelentősebb nemzetközi konfliktusának, az iraki háborúnak is vannak polgárháborús vonásai, a korábban uralkodó szunnita kisebbség küzd a hatalmat megszerző síita többségű lakosság ellen – bár a harcoló felek szétválasztása és nemzetközi legitimitásának hiánya miatt ez a besorolás megkérdőjelezhető.

### Forradalom
A forradalom olyan polgárháború, amelyet jórészt ideológiai alapon vívnak, és a hatalom megszerzésére, illetve újrafelosztására irányul. A forradalmak klasszikus példája az 1789-ben kirobbant francia forradalom, amely a francia középosztályt és a városi szegényeket állította szembe az arisztokráciával és a monarchiával. További példái az angol polgári forradalom, az amerikai gyarmatok szabadságharca, a belga szabadságharc, az 1848-as magyar szabadságharc és az 1956-os forradalom, az első világháború befejezését követő forradalmak, köztük az Orosz Birodalomban kitört februári, majd a rákövetkező októberi forradalom, vagy a kubai forradalom.
A forradalmakat tekinthetjük a régi parasztlázadások utódainak is, habár a modern történelemben mindig a középosztály vagy a munkásosztály vezette a felkelést, maga mellé állítva a társadalom széles rétegeit. Ebben a tekintetben az ideológia egyszerűen átvette a vallás helyét és szerepét, mint az erőszak alkalmazásának indoka és motiválója.
A forradalom sikere szinte minden esetben a fegyveres erők alkalmazásán múlt és amennyiben nem sikerült gyors győzelmet elérni, igen könnyen polgárháborúba torkollott, mint például a Mao Ce-tung által vezetett kommunista forradalom Kínában. Egyes esetekben a forradalom gyors győzelmet arat az ország adminisztratív központjában, de a perifériákat nem tudja megnyerni, amely csatlakozik az ellenforradalom erőihez és polgárháborúba sodorja az országot (mint. például az 1917-1921 közötti oroszországi polgárháború.

### Szeparatizmus
A polgárháborúk egyik leggyakoribb oka, elsősorban a hidegháborús ideológiai szembenállás megszűnése után, a területi szeparatizmus. Ebben az esetben a nacionalizmus, vagy a törzsi hovatartozás, a vallással és az ideológiával azonos szerepet játszik: az erőszak alkalmazására motivál és következményei alól felmentést ad, de nem a konfliktus elsődleges oka. A szeparatista polgárháborúban egy vagy több régió küzd önállóságáért (például a délszláv háború) vagy önrendelkezéséért (mint pl. a koszovói albánok, a helyi kulturális vagy politikai autonómia kivívásáért (kurdok) vagy a helyi erőforrások feletti rendelkezés jogárt (mint például a Niger-folyó torkolatvidékének felkelői). A szeparatista mozgalmak egy speciális fajtája a kolumbiai FARC, ahol politikai indíttatású küzdelmet felváltotta a kábítószertermelés és -elosztás feletti ellenőrzés igénye.
Mivel a mai modern államok erős ellenőrzést gyakorolnak a fegyveres erők felett, ezért a szeparatista polgárháború kirobbanásához a legtöbb esetben szükséges, hogy a hadsereg (törzsi, politikai, vallási vagy etnikai törésvonalak mentén) felbomlik és az egyik vagy másik küzdő fél mellé áll. Amennyiben ez nem történik meg, a szeparatista konfliktus alacsony intenzitású, aszimmetrikus konfliktussá, a könnyű fegyverzetű és kevéssé szervezett szeparatisták és a központi kormányzat erői közötti összecsapások sorozatává fejlődhet. Ezt az utat követték a gyarmatok felszabadításáért küzdő hadseregek is Afrikában és Délkelet-Ázsiában. A gazdasági indíttatású szeparatista küzdelmekre jó példa az amerikai polgárháború, ahol az Észak és Dél között fennálló ideológiai ellentéteket az eltérő gazdasági szerkezetből fakadó feszültségek (Észak – szabadkereskedelem <> Dél – protekcionizmus) tovább fokozták.

### Puccs vagy államcsíny
A hivatalban lévő kormány ellen irányuló és a kormányzati hatalom megszerzésért indított államcsíny vagy puccs (francia kifejezéssel coup d'état) általában bizonyos személyek félreállítására vagy likvidálására, illetve a hatalom legfontosabb eszközeinek (hadsereg, közigazgatás, média) megszerzésére irányul, a legtöbb esetben nem jár széles körű erőszakkal vagy polgárháborúval. Azonban a félresikerült, vagy csak félig kivitelezett puccsok könnyen polgárháborúvá fajulhatnak, amennyiben a két szemben álló fél meg tudja szervezni erői és kiterjesztik a konfliktus. Igen gyakran a puccs a már hatalmon lévő politikai-gazdasági-katonai elit tagjai közötti belharc egyik formája, és a résztvevők etnikai-vallási-nacionalista-ideológikus érvekkel próbálják a lakosság egyik részének vagy többségének szimpátiáját megszerezni.

## Fordítás
Ez a szócikk részben vagy egészben  a   Civil war című angol Wikipédia-szócikk ezen változatának fordításán alapul.  Az eredeti cikk szerkesztőit annak laptörténete sorolja fel. Ez a jelzés csupán a megfogalmazás eredetét és a szerzői jogokat jelzi, nem szolgál a cikkben szereplő információk forrásmegjelöléseként.